# Monesma y Cajigar
Monesma y Cajigar est une commune espagnole appartenant à la province de Huesca (Aragon, Espagne) dans la comarque de la Ribagorce.